# 韋伯斯特種植園 (緬因州)
韋伯斯特種植園（英語：Webster Plantation）是位於美國緬因州佩諾布斯科特縣的一個種植園。

## 人口
根據2020年美國人口普查的數據，韋伯斯特種植園的面積為95.10平方千米，當中陸地面積為94.90平方千米，而水域面積為0.20平方千米。當地共有人口68人，而人口密度為每平方千米0.72人。